# Maleševo
Maleševo es un pueblo ubicado en la municipalidad de Rekovac, en el distrito de Pomoravlje, Serbia.

## Superficie
Posee una superficie de 2,414 kilómetros cuadrados.

## Demografía
Hasta 2011 la población era de 115 habitantes, con una densidad de población de 47,65 habitantes por kilómetro cuadrado.